# Universidade Federal da Bahia
Universidade Federal da Bahia, också känt som UFBA, är ett universitet och forskningsinstitut beläget i Salvador i Bahia, Brasilien.
Det grundades 1946.